# Biktstol

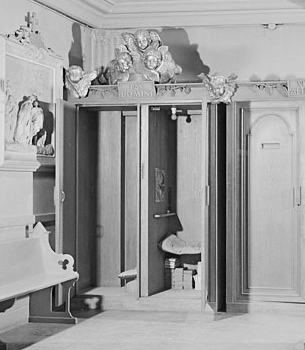
Biktstol i numera rivna Sankta Eugenia kyrka på Norra Smedjegatan i Stockholm. Foto från 1960-talet.

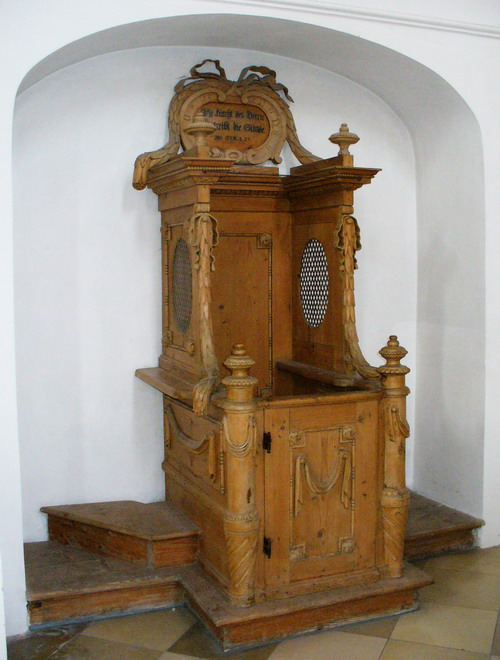
Gammal biktstol, i en klosterkyrka i den tyska staden Ulm.

En biktstol är en möbel i katolska kyrkorna avsedd för bikt, vilket är en central del av botens sakrament. 
Biktstolen är ofta tredelad: Prästen sitter i mitten avskiljd från de biktande av ett galler och mottar bikten från de troende som knäböjer i de yttre avdelningarna. Ibland indikeras med en lampa huruvida någon av avdelningarna i biktstolen är ledig.

## Historia
Biktstolen uppfanns i mitten av 1500-talet för att komma tillrätta med problemet att somliga präster utnyttjade bikttillfället till olämpliga närmanden. Ett koncilium i Valencia 1565 förespråkade användningen av biktstolar och 1607 bestämde romersk-katolska kyrkan att den skulle användas i alla dess kyrkor. Biktstolen utvecklades från en enkel stol inne i själva kyrkan till skåpliknande konstruktioner där den som biktar sig kan vara helt anonym, om den så önskar. Idag sker bikt ofta i ett biktrum, där präst och den biktande kan se varandra.